# غاز به عنوان خوراک
غاز در آشپزی و خوراک‌شناسی گوشت چندین گونه پرنده از خانواده مرغابیان (Anatidae) است که شامل مرغابی و قو نیز می‌شود. این تیره دارای پراکندگی جهانی است و گونه‌های مختلف وحشی و نژادهای اهلی‌شده برای آشپزی در غذاهای متعدد استفاده می‌شود. شواهدی در ۲۵۰۰ سال پیش از میلاد از پرواربندی عمدی غازهای اهلی در مصر وجود دارد.
گوشت، جگر و دیگر اندام‌ها، چربی، خون و تخم در آشپزی در غذاهای مختلف استفاده می‌شود. روش‌های پخت عبارتند از: تفت دادن، سیخ‌گردانی، آب‌پز کردن، بخارپز کردن، کباب کردن شبکه‌ای، دم کردن و خورشت. غذاها شامل کباب، مفاصل، سوپ، خورش، کاری، سوسیس، گوشت فورس و پیراشکی است.
در بسیاری از سنت‌های آشپزی، غاز برشته یک غذای جشنی است که قدمت آن به سده‌ها پیش می‌رسد.
گوشت، جگر و دیگر اندام‌ها، چربی، پوست و خون در آشپزی در غذاهای مختلف استفاده می‌شود. گوشت طعم خاصی دارد.
تخم غاز نیز در آشپزی استفاده می‌شود، اما برخلاف تخم مرغ تنها به صورت فصلی در دسترس است. در انگلستان تخم غاز از پاییز تا اوایل زمستان در دسترس است.
در ایران اغلب از گوشت غاز در قیمه، خورش نخود زرد، سیب زمینی خلال‌شده و گوشتی که در سس گوجه فرنگی پخته می‌شود، استفاده می‌شود.